# Alfundão
Alfundão é uma localidade portuguesa do Município de Ferreira do Alentejo que foi sede da extinta Freguesia de Alfundão, freguesia que tinha 51,96 km² de área e 863 habitantes (2011), e, por isso, uma densidade populacional de 16,6 hab/km². 
A Freguesia de Alfundão foi extinta em 2013, no âmbito de uma reforma administrativa nacional, para, em conjunto com a Freguesia de Peroguarda, formar uma nova freguesia denominada União das Freguesias de Alfundão e Peroguarda da qual é a sede.
No extremo oriental de Ferreira do Alentejo, Alfundão delimita este município dos de Cuba e Beja. A antiga freguesia de Alfundão situava-se no ponto mais oriental do Município de Ferreira do Alentejo, na fronteira com o território de Cuba.

## História
Alfundão poderá ser um dos mais antigos povoados no Alentejo, podendo ter alcançado uma elevada importância durante a época romana. Com efeito, o nome é de origem latina, sendo uma referência à importante família Fundana, e que foi adaptado a Alfundão no período islâmico. Outro importante vestígio romano consiste em duas inscrições dedicadas à deusa Fortuna. Durante o período visigótico, terá sido construída uma igreja em Alfundão, que se encontrava no local aproximado da igreja matriz.
Cerca do século XIII, Alfundão era um senhorio com jurisdição autónoma, e em 1372 o rei D. Fernando entregou o termo a Diogo Afonso de Carvalhal, tendo sido uma vila durante este período. O padre Jorge Cardoso referiu que «afirma por tradição ser esta terra criada com o título de vila: hoje é uma pobre aldeia». No século XVI foi construída a Igreja Matriz, enquanto que a Capela de São Sebastião terá sido provavelmente edificada no século seguinte.
Aquando da Revolução de 25 de Abril de 1974, Alfundão era a única localidade além de Ferreira do Alentejo a ter saneamento básico em todo o concelho (atual município), cujas obras estavam então a decorrer.

## População
| População da freguesia de Alfundão (1864 – 2011) | População da freguesia de Alfundão (1864 – 2011) | População da freguesia de Alfundão (1864 – 2011) | População da freguesia de Alfundão (1864 – 2011) | População da freguesia de Alfundão (1864 – 2011) | População da freguesia de Alfundão (1864 – 2011) | População da freguesia de Alfundão (1864 – 2011) | População da freguesia de Alfundão (1864 – 2011) | População da freguesia de Alfundão (1864 – 2011) | População da freguesia de Alfundão (1864 – 2011) | População da freguesia de Alfundão (1864 – 2011) | População da freguesia de Alfundão (1864 – 2011) | População da freguesia de Alfundão (1864 – 2011) | População da freguesia de Alfundão (1864 – 2011) | População da freguesia de Alfundão (1864 – 2011) |
| ------------------------------------------------ | ------------------------------------------------ | ------------------------------------------------ | ------------------------------------------------ | ------------------------------------------------ | ------------------------------------------------ | ------------------------------------------------ | ------------------------------------------------ | ------------------------------------------------ | ------------------------------------------------ | ------------------------------------------------ | ------------------------------------------------ | ------------------------------------------------ | ------------------------------------------------ | ------------------------------------------------ |
| 1864                                             | 1878                                             | 1890                                             | 1900                                             | 1911                                             | 1920                                             | 1930                                             | 1940                                             | 1950                                             | 1960                                             | 1970                                             | 1981                                             | 1991                                             | 2001                                             | 2011                                             |
| 618                                              | 671                                              | 703                                              | 775                                              | 982                                              | 1 050                                            | 1 210                                            | 1 416                                            | 1 632                                            | 1 554                                            | 1 219                                            | 1 230                                            | 1 065                                            | 998                                              | 863                                              |

## Personagens ilustres
- Joaquim Espadinha (poeta popular, 1871-1955)[7]

## Património
- Igreja Matriz com o seu relógio
- Centro Cultural
- Ponte Romana e calçada
- Chafariz
- Capela de São Sebastião
- Antiga hospedaria
- Vestígios romanos.

## Coletividades
Existem algumas colectividades como: Centro Cultural e Desportivo de Alfundão, a Fundana, o Clube de Caçadores, Clube os Falcões da Planície (BTT).
Pode-se  praticar desporto no campo de jogos. 

## Festas e romarias
A festa de Alfundão tem lugar no último fim de semana de Agosto, em honra da Nossa Senhora da Conceição.

## Artesanato
Miniaturas em cortiça e madeira e sapataria manual.